# Judd (двигатель)
Джадд (англ. Judd) — название бренда для двигателей компании Engine Developments Ltd., основанной в 1971 году Джоном Джаддом и Джеком Брэбемом в Рагби, Уорикшир, Англия. Компания была создана для постройки двигателей команде Brabham.
Джадд поставляла двигатели в разные гоночные серии, в том числе и Формулу-1, гонки спорткаров и машин класса туринг. Компания сотрудничала с Yamaha, MG, Honda, но они поставляли двигатели под своими названиями.

## Двигатели компании

### Малые «формулы»
После отхода Брэбема от дел в этой компании, Джадд был нанят для разработки двигателя Формулы-2 для команды Рона Торанака - Ralt.
После упразднения Формулы-2 в конце 1984, Джадд продолжили разработку новых двигателей для Honda. Первой моделью стал Judd AV - турбо V8, который был создан для Champ Car. Впервые этот двигатель был использован в середине 1986 года Galles Racing Джеффом Бребэмом. Сначала двигатель был назван Brabham-Honda, завоевав 4-е место на Мичиган 500. В 1987 двигатель использовался в Инди 500. Бребэм занял второе место в Поконо и на трассе Road America, а также 3-е место в Майами.
Двигатель славился надёжностью и эффективным использованием топлива (особенно в гонках на 500 миль). Тем не менее, ему не хватало лошадиных сил, и движки Ilmor смотрелись куда лучше на его фоне.
В 1988 Truesports с Бобби Рэйхолом стала основной командой, и название Honda исчезло в том году. У Рейхола было преимущество в надежности двигателя, что ему позволило финишировать 4-м в Indy 500 и 2-м в Мичигане. Затем ему удалось завоевать первую и последнюю победу в Поконо 500. 10 финишей в десятке позволили занять ему 3 место в конце чемпионата. В начале 90-х Judd продолжал разрабатывать улучшенные версии Judd AV - одной из них была BV, причем атмосферная. Этот двигатель стал базой для двигателя Ф-1 - CV.

#### KV
После ухода из Формулы-1, Judd вернулась в 1995 в Формулу-3000, создав для неё трёхлитровый двигатель V8 KV. Все команды использовали двигатели Judd, хотя Zytek поставила задачу обслуживать 80 двигателей после того, как они были построены. Judd прекратила разработку двигателей, когда Формула-3000 прекратила своё существование - в 2004 году. Позже Zytek использовала эти двигатели в A1 GP в 2005 году.

### Формула-1
В сотрудничестве с March, Judd сделал выбор в сторону атмосферных двигателей, которые должны были полностью заменить турбированные двигатели в 1989 году. Используя BV как базу для их нового двигателя Ф-1, Judd сэкономили деньги, в то же время производя конкурентоспособный двигатель что на трассе, что на рынке с Ford-Cosworth, которые были стандартным выбором для команд, когда новые правила вступили в силу.

#### CV
Первым двигателем для Формулы-1 от Judd стал CV — 3,5-литровый атмосферный V8. Он унаследовал многие разработки от BV с единственным отличием - объём увеличился до 3,5 литров. March Engineering стала первой командой, решившей использовать двигатели CV. Доминирующие в чемпионате Williams были вынуждены переключиться на атмосферные двигатели, и хотели выбрать Judd после разрыва контракта с Honda. Вдобавок Ligier стала использовать CV в сезоне 1988. Машины с двигателями Judd четырежды финишировали на подиуме во время дебютного сезона — это сделал Найджел Мэнселл на Williams. Первый подиум случился на ГП Великобритании 1988 года.
В 1988 году двигатели Judd были самыми мощными среди атмосферных двигателей, и машины Ивана Капелли и Маурисио Гужельмин очень часто показывали высокие скорости в сравнении с Cosworth DFY и DFZ. На Гран-при Японии March 881 Капелли лидировал на протяжении круга, что не удавалось сделать машине с атмосферным двигателем с 1983 года.

#### EV
Предыдущая модель CV была разработана с 90-градусным расположением блока цилиндров. С 1988 года компания решила уменьшить угол до 76 градусов, чтобы двигатель получился более компактным. Поначалу хотели двигатель сделать с углом в 75 градусов, но из-за компьютерного моделирования этого сделать не удалось.
March начала использовать новые моторы в 1989, как и Brabham. Этим командам удалось завоевать по подиуму с данным двигателем. Эти же команды продолжили использование этого мотора в 1990, а March переименована в Leyton House Racing. Только этой команде удалось завоевать подиум в том году - второе место на Гран-при Франции. В 1991 году пользователями EV осталась только Team Lotus.

#### GV
В "атмосферной" Формуле-1, где использовались двигатели V8, V10, V12 объёмом 3,5 литра, последние показывали более высокую мощность. Это заставило Judd заменить CV и EV на что-то новое. Это был GV с расположением цилиндров под углом в 72 градуса. Его начала использовать BMS Scuderia Italia. Мощность двигателя позволила команде приехать на подиум в Гран-при Сан-Марино.
Brabham и новая команда Andrea Moda Formula также решили использовать новый двигатель, видя его успешность. Однако, в 1992 ни одна из команд, использовавшая этот двигатель, не заработала ни очка.

#### Партнерство с Yamaha
После ухода Judd из Формулы-1, Джон Джадд решил продолжить производство двигателей и заключил договор с Yamaha. Используя GV V10 как базу, Yamaha разработала новый блок цилиндров и назвала его OX10 для Tyrrell Racing. И вновь Tyrrell не удалось набрать очков. Улучшенная версия двигателя OX10B улучшила скорость машины, и команда добилась в 1994 подиума и шестого места в Кубке конструкторов.
Изменения в правилах в 1995 заставили Yamaha выпустить ещё одну модификацию - OX10C, объём которого составил уже 3 литра, хотя и архитектура двигателя осталась той же. Скорость машины упала по сравнению с прошлым годом, и команде удалось заработать лишь 5 очков и 8-е место в Кубке конструкторов. В 1996 Tyrrell удалось набрать столько же очков с двигателем OX11, у которого был новый дизайн. В 1997 Tyrrell решили использовать двигатели Ford.